# Distância administrativa
Distância Administrativa é um parâmetro utilizado em roteamento de redes com a finalidade de que um roteador, ao ser informado que um destino pode ser alcançado por dois caminhos diferentes por protocolos de roteamento diferentes, possa tomar a decisão de qual é o melhor caminho.
Abaixo segue uma tabela com as distâncias administrativas padrão usada pelos equipamentos Cisco. Os protocolos não proprietários a esse fabricante possuem distância administrativa padronizada, sendo essa a diferença para a tabela de distância administrativa dos demais fabricantes.
| Protocolo             | distância administrativa |
| --------------------- | ------------------------ |
| Diretamente conectado | 0                        |
| Rota estática         | 1                        |
| EIGRP Rota sumarizada | 5                        |
| External BGP          | 20                       |
| Internal EIGRP        | 90                       |
| IGRP                  | 100                      |
| OSPF                  | 110                      |
| IS-IS                 | 115                      |
| RIP                   | 120                      |
| EGP                   | 140                      |
| ODR                   | 160                      |
| External EIGRP        | 170                      |
| Internal BGP          | 200                      |
| Desconhecida          | 255                      |

Nota:
- Uma rota estática com um next-hop gateway terá a distância administrativa igual a 1, um roteador diretamente conectado nessa interface terá distância administrativa igual a 0.

- Uma rota com distância administrativa igual a 255 é considerada não confiável e não será inserida na tabela de roteamento.